# Мухамед Ел Барадеј
Мухамед Ел Барадеј (محمد البرادعي) (енгл. Mohamed ElBaradei (Египат); Каиро, Египат. 17. јун 1942)   дугогодишњи генерални директор IAEA и бивши египатски вицепремијер. Он и Међународна агенција за атомску енергију су 2005. године добили Нобелову награду за мир „За њихове напоре да спрече употребу нуклеарне енергије у војне сврхе и да обезбеде највиши ниво безбедности у њеној употреби у цивилне сврхе”.

## Биографија
Мохамед Ел Барадеј је рођен у Каиру 1942. године. Право је студирао у Египту, а на Правном факултету Универзитета у Њујорку 1974. године је докторирао међународно право. Неколико година је радио као дипломата Египћанин у Уједињеним нацијама. Потом је постављен за генералног директора IAEA (Међународне агенције за атомску енергију) 1997. године.
Ел Барадеј је био један од лидера опозициног Фронта за национални спас Египта.
Године 2005. заједно са Међународном агенцијом за атомску енергију је добио Нобелову награду за мир за напоре да спрече употребу нуклеарне енергије у војне.